# Aciagrion fragile
Aciagrion fragile – gatunek ważki z rodziny łątkowatych (Coenagrionidae).